# Bleeping Computer
Bleeping Computerとはローレンス・エイブラムスが2004年に開設したコンピュータヘルプサイトである。コンピュータやセキュリティ、技術に関する質問に答えるためのリソースサイトであり、マルウェアやルートキットの除去、偽装セキュリティツールの削除手順といった全てのサービスは無料で利用できる。特に初心者の求めに応じることを重視している。また、PC World誌のオンライン記事にもこのサイトの記述が掲載されることがある。

## コミュニティ

### 会員、ボランティアとスタッフ
2014年5月現在、登録ユーザーは64万人を超えており、大半は「レギュラー」メンバーである。しかし、会員の大部分はまたボランティアのような変則的な役割でサイトに携わっている。ボランティアの例としてマルウェア・レスポンス・チーム・アンド・トレイニーやBCアドバイザーが結成されている。また、サイトではスタッフとして管理人集団も結成されており、アドミニストレータ（オーナー）、サイトアドミニストレータ、グローバルモデレーター、モデレーターで構成されている。さらに各グループの概要を提供する包括的なメンバーシップの説明を提供している。

### フォーラム
複数のオペレーティングシステム、広範囲なアプリケーションソフトウェア、マルウェア除去だけでなくウェブブラウザ、家庭や小規模オフィスのネットワークやmacOSといった話題別のサブセクションに分かれている。

### マルウェア除去
サポートフォーラムを通じて登録ユーザーと一対一でマルウェア除去方法を無料で教えている。全てのマルウェア除去を助けるためにボランティアはHijackThis、DDS、OTL、GMER、Malwarebytes' Anti-Malwareといったマルウェア除去ツールの使用手順を覚えている。またサイト開設者であるローレンス・エイブラムスが開発したRkillというのもあり、マルウェア除去に活用されている。

## リソース

### チュートリアル
TCP/IPの基本、ハードウェア構成、パーティション管理、インターネットセキュリティに関するチュートリアルを扱う大規模なライブラリがあり、これらのチュートリアルはスタッフが執筆していて無料で利用できる。
また、「Windowsの再インストール方法」や「Ubuntuや複数バージョンのLinuxのインストールと使用方法」や一般的なマルウェア除去方法といったミニガイドもある。

### マルウェア除去トレーニングプログラム
マルウェアを除去するためのトレーニングプログラムも提供している。このコースは2年生(Sophomore)レベル、ジュニアレベル、シニアレベルの3つに分かれており、このプログラムを学んだ人物の多くがフォーラムのアシスタントセクションで活動し続けている。プログラムで学ぶ人は今日のマルウェア除去コミュニティで使用するような技術、方法、除去手順を勉強する。
このトレーニングプログラムはまたUNITEに認定されたマルウェア除去プログラムである。

### データベース
Windowsのスタートアップエントリーやファイルといった一般的なプログラムに関する複数のデータベースを保持しており、各項目ごとにファイルやエントリーに関して悪意があるか、必要か、任意かだけでなく、ユーザーがどのように対処すれば良いかが容易に識別できる。